# Fiona Kolbinger
Fiona Kolbinger (* 24. Mai 1995) ist eine deutsche Ultra-Radrennfahrerin und Medizinerin. Sie wurde dadurch bekannt, 2019 das Ultradistanz-Radrennen Transcontinental Race (TCR) als erste Frau und insgesamt gewonnen zu haben.

## Leben

### Beruflicher Werdegang
Fiona Kolbinger besuchte das Aloisiuskolleg in Bonn, studierte Medizin und promovierte 2019 im Bereich Kinderonkologie am deutschen Krebsforschungszentrum in Heidelberg.
Danach arbeitete sie als Ärztin an der Poliklinik für Viszeral-, Thorax- und Gefäßchirurgie der Universitätsklinik Carl Gustav Carus in Dresden.
2024 zog sie in die USA und leitet als Research Assistant Professor ein Forschungsteam an der Weldon School of Biomedical Engineering (Fakultät für Medizintechnik) der Purdue-Universität in West Lafayette, Indiana.

### Radsport
Sie nahm am Transcontinental Race 2019 von Bourgas in Bulgarien nach Brest in Frankreich teil. Sie fuhr vom 27. Juli bis zum 6. August 2019 mehr als 4000 Kilometer durch Bulgarien, Serbien, Kroatien, Slowenien, Italien, Österreich, die Schweiz und Frankreich und kam nach 10 Tagen, 2 Stunden und 48 Minuten als erste von 264 Teilnehmern, darunter 40 Frauen, an.
Fiona Kolbinger wurde aufgrund dieser Leistung im Jahr 2019 in die Liste 100 Women der BBC aufgenommen.
Im Jahr 2022 beendete sie nach 10 Tagen, 13 Stunden und 44 Minuten als siebte von 212 Teilnehmern und schnellste Frau das Transcontinental Race. Ihr war in den ersten Tagen des Rennens in Tschechien die Geldbörse gestohlen worden, wodurch sie zurückgeworfen wurde. Die letzte Passage des Rennens von Checkpoint 3 (Durmitor, Montenegro) zum Ziel in Burgas legte sie in der zweitschnellsten Zeit aller Teilnehmer zurück, nur Sieger Christoph Strasser war auf dem Abschnitt schneller. Als einzige Top-20-Finisherin erhielt Kolbinger keine Zeitstrafe.
Im September 2024 nahm sie am vierten Trans Pyrenees Race (#TPRNo4) mit Start und Ziel im spanischen Girona teil und beendete es auf Platz 7 der Gesamtwertung.